# شبرق منحني
الشبرق المنحني أو حُطَيبة (باللاتينية: Ononis reclinata) نوع نباتي ينتمي إلى جنس الشبرق من الفصيلة البقولية.

## الموئل والانتشار
موطنه معظم مناطق حوض البحر الأبيض المتوسط بما فيها المشرق العربي ووادي النيل والمغرب العربي وإسبانيا والبرتغال.